# Крешовиці
Крешовиці чи Кшешовиці (пол. Krzeszowice) — місто в південній Польщі, 25 км на захід від Кракова.
Належить до Краківського повіту Малопольського воєводства.

## Пам'ятки

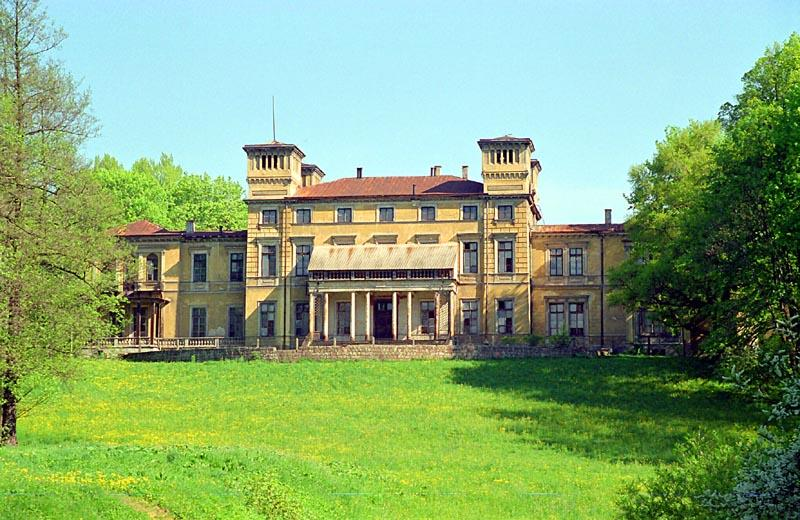
Палац Потоцьких

- Костел святого Мартина
- Старий палац Потоцьких
- Новий палац Потоцьких

## Відомі люди

### Народилися
- Адольф Кун, 1826-1914
- Артур Владислав Потоцький, 1850-1890
- Анджей Казімеж Потоцький, 1861-1908 [7]
- Антоній Амірович, 1904-1993
- Денис Козак, 1944-2014 — видатний український археолог, дослідник Волині І тис. н.е.
- Анджей Адамчик (* 1959) — польський політик.
- Агнешка Чопек, 1964

### Поховані
- Софія Потоцька (народжена Браницька), 1790-1879
- Катажина Потоцька, 1825-1907
- Артур Владислав Потоцький, 1850-1890 [6]
- Анджей Казімеж Потоцький, 1861-1908 [5][7]
- Юзеф Ґжеґож Хлопіцький[8]

## Демографія
Демографічна структура станом на 31 березня 2011 року:
|          | Загалом | Допрацездатний вік | Працездатний вік | Постпрацездатний вік |
| -------- | ------- | ------------------ | ---------------- | -------------------- |
| Чоловіки | 4824    | 866                | 3335             | 623                  |
| Жінки    | 5462    | 850                | 3150             | 1462                 |
| Разом    | 10286   | 1716               | 6485             | 2085                 |